# Mariannah y Diego
Mariannah y Diego es un dúo de música cristiana formado por Mariannah Aguilera y Diego Archer, con ritmos de  disco, pop, house tropical y góspel. Galardonados de Premios El Galardón Internacional 2022, Praise Music Awards y Premios Radikal como mejor Grupo/Duo en 2024.

## Historia
Mariannah y Diego (MYD) es un dúo de música cristiana, su sonido se considera una fusion de disco, góspel y chillwave, usando una combinación de sonidos electrónicos e instrumentos reales y ritmos modernos. Los miembros de MYD, Mariannah Aguilera (voces, guitarra y teclado) de la Habana, Cuba, residente en Palm Coast, Florida y Diego Archer (programación, composición, guitarras y teclado) nacido en San Salvador, El Salvador residente en Dallas, Texas, se conocieron en el año 2016 en un viaje misionero y han sido amigos desde ese entonces.

## Carrera musical
El dúo nació oficialmente el 14 de febrero de 2020 con el fin de atraer jóvenes a la iglesia. Publican su primer sencillo a principios de ese mismo año el cual lleva por título «Bello Eres». Symphonic Latino los reconoció como artistas a seguir en 2020. “Comienzo” fue su primer álbum de estudio, el mismo es una recopilación de canciones que ya se habían lanzado en 2020. Continuaron lanzando varios sencillos y cuatro álbumes más, Primer Acústico (2020), Christmas Multicultural Concert (2021), ...y Continuamos (2022) y Con Amigos I (2022). También lanzan la canción titulada «Profundo II» en colaboración con el cantante cubano Leonardo Vera.
Fundan la organización Christian MYDIA para ayudar a ministerios radiales y musicales de escasos recursos y en el año 2022 son premiados de El Galardón Internacional en la categoría de Dúo Música Gospel.
Igualmente lanzaron el sencillo que lleva por título «Ciegos», la cual es una colaboración con las cantantes Sophiv de Argentina y Belu Rodríguez de Uruguay.
Su álbum Con Amigos II se estrenó el 20 de octubre de 2023, lo cual los impulsó a ganar mayor reconocimiento. Este cuenta con la participación de los cantantes Belu Rodríguez Kuhn, Sophiv  Puchi Colón, Leonardo Vera, Rupert Dnamiko, entre otros.
En octubre de 2024, Mariannah y Diego lanzaron la canción Te Busqué, escrita desde la perspectiva en primera persona de Dios hablándole a un no creyente. La canción tuvo éxito internacional y les valió múltiples premios, incluyendo los Praise Music Awards en Colombia y los Premios Radikal en Florida. El video musical, filmado en los paisajes escénicos de Cuba y Colombia, cuenta con la participación de la reconocida actriz colombiana Katherine Escobar Farfán. Diego, quien conoció a Katherine un año antes, comentó que ella era la elección perfecta para encarnar la historia transmitida en la canción.

## Discografía

### Álbumes
- 2020: Comienzo
- 2022: ...y continuamos [19][20]
- 2022: Con Amigos I [21][22]
- 2023: Con Amigos II [15][23]
- 2024: Segundo Acústico (con la congregación)
- 2024: Adoración en Acústico
- 2024: Alabando [24]

### EPs
- 2020: Primer acústico
- 2021: Christmas Multicultural Concert
- 2023: Sesiones

## Premios y nominaciones

### 2022
- Premio El Galardón Internacional  Mejor Grupo Grupo/Duo Internacional (Orlando, Florida) - GANADOR
- Premios Praise Music Awards: Mejor Video Internacional «Huellas en la Arena» (Bogotá, Colombia) - NOMINACIÓN
- Premios Praise Music Awards: Disco de Oro Internacional (Bogotá, Colombia) - GANADOR
- Premios Symphonic Latino: Vídeo musical del año por «No Soy Perfecta» (Tampa, Florida) - GANADOR [25]

### 2023
- Premios Praise Music Awards: Mejor Grupo Duo Internacional (Bogotá, Colombia) - NOMINACIÓN
- Latino Diamond Awards: Canción del Año «Ciegos» (Filadelfia, Pensilvania) - NOMINACIÓN

### 2024
- Premios Praise Music Awards: Mejor Grupo Duo Internacional (Bogotá, Colombia) - GANADOR
- Premios Praise Music Awards: Canción del Internacional Año «Doctrina» (Bogotá, Colombia) - NOMINACIÓN
- Premios Radikal: Mejor Grupo (Bradenton, Florida)  - GANADOR
- Premios Radikal: Mejor Duo (Bradenton, Florida)  - GANADOR
- Premios Lucas: Mejor Video Animación (La Habana, Cuba) «Doctrina» - NOMINACIÓN[26]
- Premios Lucas: Mejor Video Pop/Rock (La Habana, Cuba) «Doctrina» - NOMINACIÓN[26]
- Premios Lucas: Mejor Video Artista Noel (La Habana, Cuba) «Doctrina» - NOMINACIÓN[26]
- Premios Lucas: Omnia Prima (La Habana, Cuba) «Doctrina» - NOMINACIÓN[26]